# Роке (спорт)
Роке или pокки (англ. roque) — разновидность крокета. Играют в него на глиняном корте размером 18 м × 9 м с низкими бортиками. Игра появилась в 1880-х годах в США и была популярна в первой четверти 20 века. В отличие от крокета, в роке корт меньшего размера, его относительно легко поддерживать в должном состоянии, и можно играть в помещениях.
Роке входил в программу Олимпийских игр 1904 года. Участвовали только четыре американца, которые разыграли один комплект медалей. Олимпийским чемпионом стал Чарлз Джекобс (США).

## Краткие правила
Бортики чуть скошены на углах корта, что придаёт ему форму восьмиугольника. С помощью специальных деревянных молотков нужно провести 2 шара, диаметром 8,28 см, через 10 ворот, шириной 10,82 см. Молотки имеют более короткую ручку (около 60 см), чем крокетные. Один конец молотка покрыт резиной, другой — деревом, пластиком или алюминием. В 1899 году были стандартизированы правила роке (croquet без первой и последней буквы). В роке требуются навыки бильярдной игры для использования бортов.

## История
Название игры было предложено Самуэлем Кросби из Нью-Йорка в 1899 году. Национальная ассоциация крокета, образованная в 1882 году, затем изменила своё название на Национальную ассоциацию роке в 1899 году. В 1916—1950-х годах существовала Американская лига роке. Другая лига, Национальная ассоциация роке двух мячей, существовала до 1961 года.
В 2004 году Национальная ассоциация роке приостановила все (даже любительские) турниры, поскольку число участников сократилось до единиц. Сейчас единственными локальными турнирами по роке являются ежегодный турнир в Анджелике (en) (штат Нью-Йорк) и турниры в Чаутокве (en) (штат Иллинойс).